# Edo Trivković
Edo Trivković, hrvatski nogometni sudac iz Splita. Bio je sudac najvišeg ranga u Hrvatskoj, 1. HNL. Bio je uzorom splitskim nogometnim sudcima.